# Vera Komisova
Vera Iakovlevna Komisova (en russe : Вера Яковлевна Комисова), née Nikitina le 11 juin 1953 à Léningrad, est une athlète championne olympique pour l'Union soviétique.
Aux Jeux olympiques d'été de Moscou, elle a remporté l'or sur 110 m haies devant Johanna Klier et Lucyna Langer et l'argent en relais 4 × 100 m avec ses compatriotes Ludmila Zharkova-Maslakova, Vera Anisimova et Natalya Bochina.

## Palmarès

### Jeux olympiques
- Jeux olympiques d'été de 1980 à Moscou ( Union soviétique)
  -  Médaille d'or sur 110 m haies
  -  Médaille d'argent en relais 4 × 100 m